# Итакура
Итакура (яп. 板倉町 Итакура-мати) — посёлок в Японии, находящийся в уезде Ора префектуры Гумма. Площадь посёлка составляет 41,84 км², население — 15 478 человек (1 июля 2014), плотность населения — 369,93 чел./км².

## Географическое положение
Посёлок расположен на острове Хонсю в префектуре Гумма региона Канто. С ним граничат города Татебаяси, Кадзо, Ханю, Сано, Тотиги и посёлок Мейва.

## Население
Население посёлка составляет 15 478 человек (1 июля 2014), а плотность — 369,93 чел./км². Изменение численности населения с 1980 по 2005 годы:
| 1980 | 16 024 чел. |  |
| 1985 | 16 002 чел. |  |
| 1990 | 15 948 чел. |  |
| 1995 | 15 533 чел. |  |
| 2000 | 15 946 чел. |  |
| 2005 | 15 865 чел. |  |

## Символика
Деревом посёлка считается османтус, цветком — цветок сакуры, птицей — полевой жаворонок.